# Cercotrichas
Cercotrichas é um género de ave da família Muscicapidae. Inclui espécies classificadas anteriormente no género Erythropygia.

## Espécies
Este género contém as seguintes espécies:
- Rouxinol-do-mato-do-kalahari, Cercotrichas paena
- Cercotrichas podobe
- Rouxinol-do-mato, Cercotrichas galactotes
- Cercotrichas hartlaubi
- Rouxinol-do-mato-estriado, Cercotrichas leucophrys